# 체스카리파구

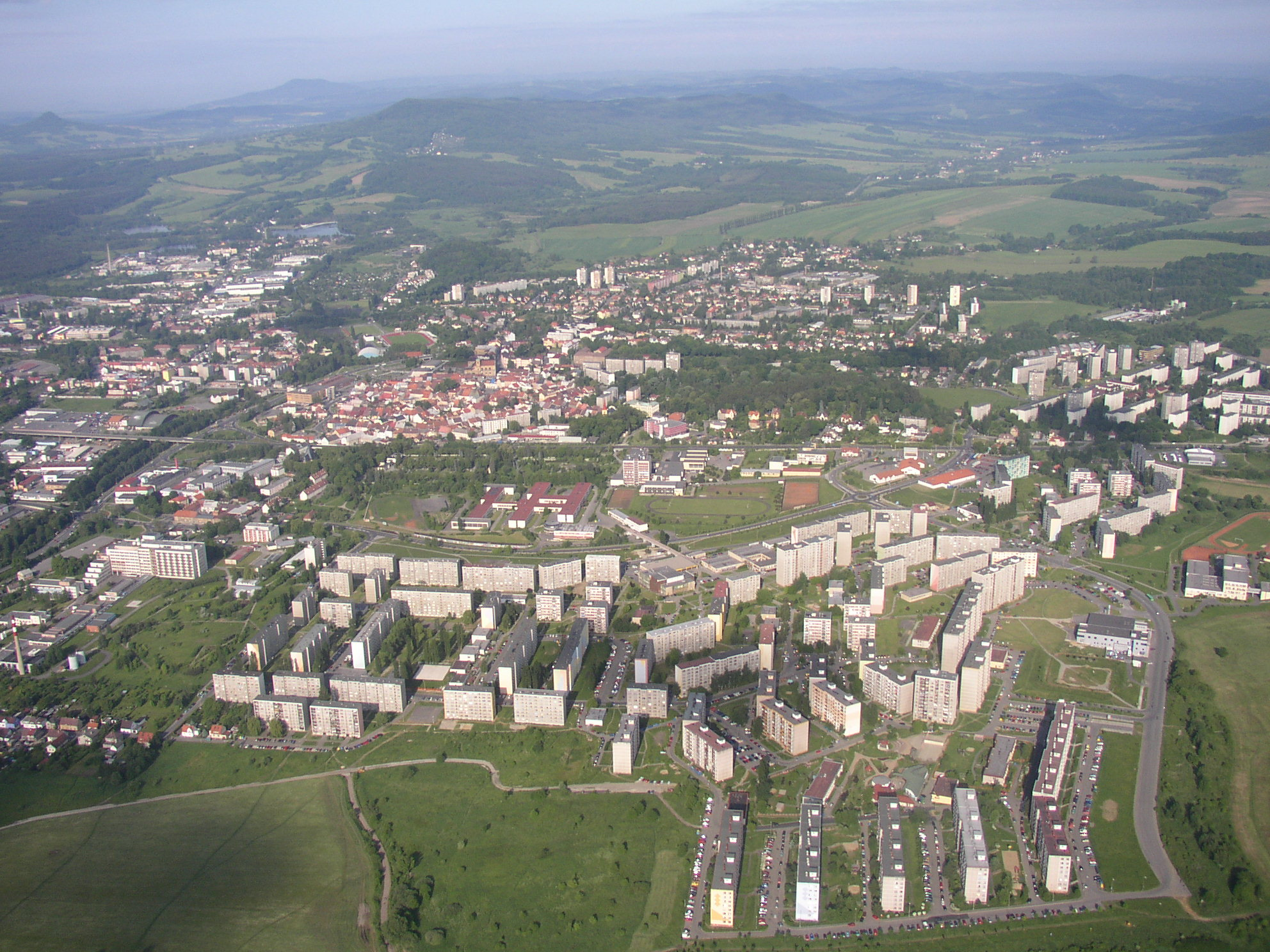
체스카리파구의 행정 중심지인 체스카리파

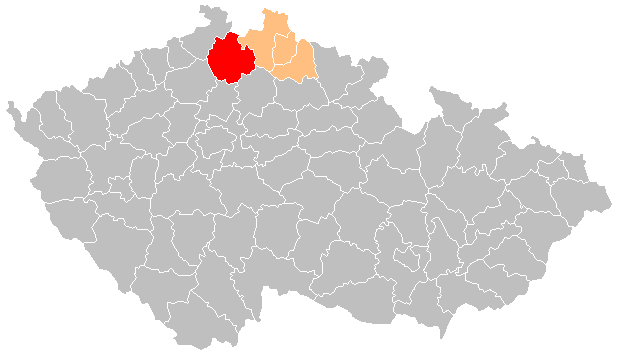
체스카리파구의 위치

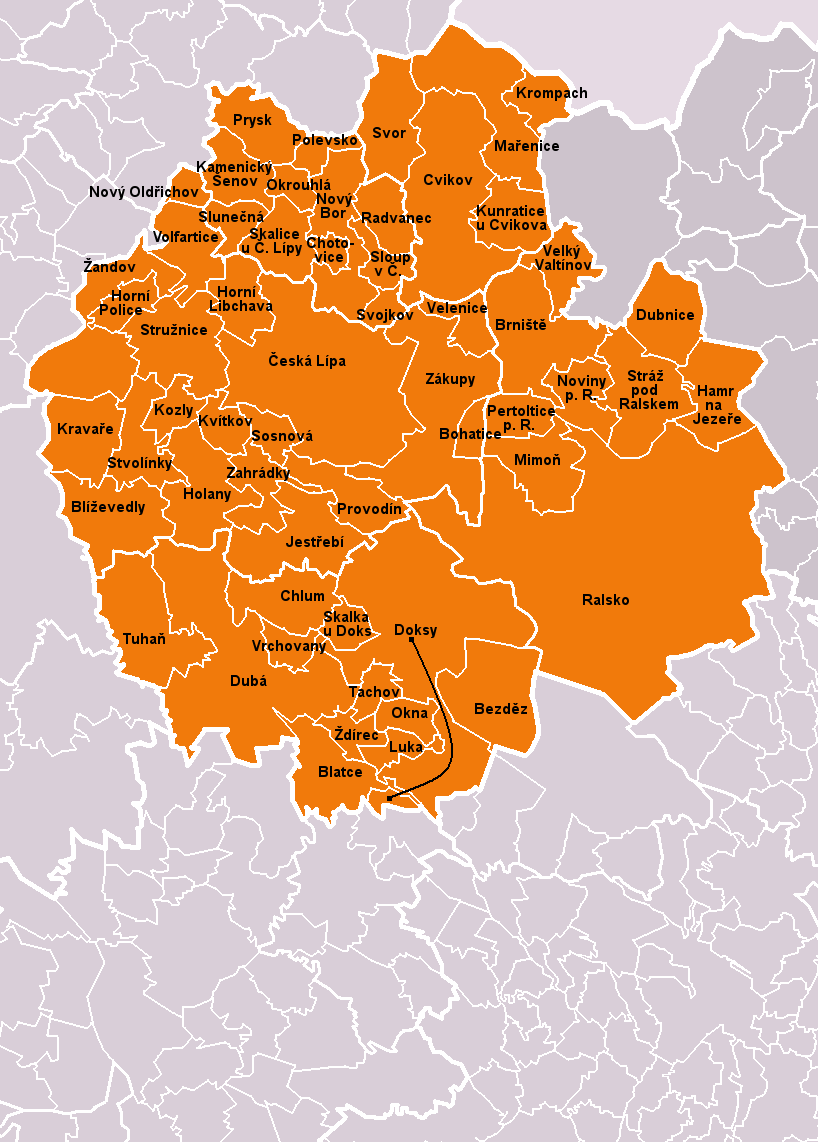
체스카리파구가 관할하는 지방 자치체

체스카리파구(체코어: Okres Česká Lípa)는 체코 리베레츠주를 구성하는 4개 구 가운데 하나로 행정 중심지는 체스카리파이며 면적은 1,072.91km2, 인구는 103,135명(2019년 1월 1일 기준), 인구 밀도는 96명/km2이다.
리베레츠주 서부에 위치하며 57개 지방 자치체(12개 시, 45개 마을)를 관할한다. 리베레츠주 리베레츠구, 중앙보헤미아주 믈라다볼레슬라프구, 멜니크구, 우스티주 리토메르지체구, 데친구와 접하며 북쪽으로는 독일과 국경을 접한다.